# Blue Jeans (écrivain)
Pour les articles homonymes, voir González, Blue Jeans (homonymie) et Jeans (homonymie).
Francisco de Paula Fernández González connu comme Blue Jeans (Séville, 7 novembre 1978) est un écrivain espagnol de littérature d'enfance et de jeunesse.

## Biographie
Il a vécu à Séville et à Carmona. Il vit actuellement à Madrid.
Il a commencé à étudier le droit à l'Université de Séville, mais l'année suivante, il s'est installé à Madrid pour étudier le journalisme à l'Université européenne de Madrid.
Pendant des années, il a été l'entraîneur de l'équipe de foot de garçons Palestra Atenea.
Le film de 2014 “The Misfits Club ”est basé sur sa trilogie  “El club de los incomprendidos” (« Le Club des incompris »).

## Œuvres
Canciones para Paula
- Canciones para Paula (2009)
- ¿Sabes que te quiero? (2009)
- Cállame con un beso (2011)

El club de los incomprendidos
- ¡Buenos días, princesa!  (2012)
- No sonrías que me enamoro (2013)
- ¿Puedo soñar contigo? (2014)
- El club de los incomprendidos: Conociendo a Raúl (2013)
- Tengo un secreto: El diario de Meri (2014)
- Trilogía El Club de los Incomprendidos (2014)

Algo tan sencillo
- Algo tan sencillo como tuitear te quiero (2015)
- Algo tan sencillo como darte un beso (2016)
- Algo tan sencillo como estar contigo (2017)

La chica invisible
- La chica invisible (2018)
- El puzzle de cristal (2019)
- La promesa de Julia (2020)